# Hospital Universitario de Álava
El Hospital Universitario de Álava (oficialmente Hospital Universitario Araba, en euskera Arabako Unibertsitate Ospitalea), situado en la ciudad española de Vitoria, provincia de Álava, nace de la fusión del Hospital de Txagorritxu, hospital de agudos creado a finales de los años 1970 y el Hospital Santiago Apóstol, centro que nació a comienzos del siglo XV, decano de los hospitales de España. La suma de ambos da como resultado el nacimiento del Hospital Universitario de Álava a todos los efectos el 1 de enero de 2012. Un hospital con dos sedes, pero con una dirección y una gestión únicas.

## Servicios asistenciales

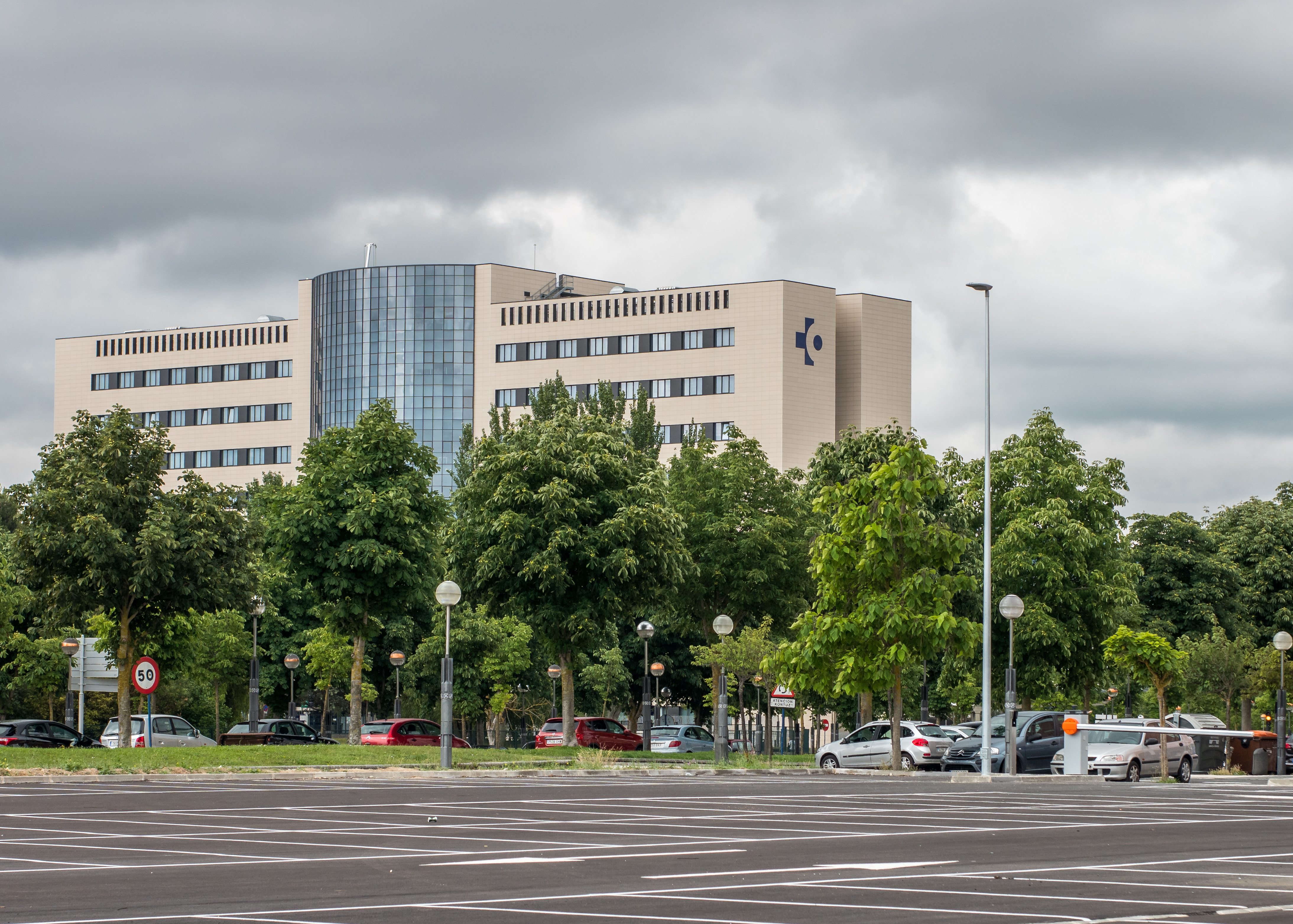
Edificio de Consultas Externas

El hospital pertenece a la red sanitaria del Servicio Vasco de Salud y atiende a la población del territorio de Álava (excepto la comarca de Cuadrilla de Ayala) y la comarca del Alto Deva (Guipúzcoa) para algunas especialidades. Es centro de referencia en las áreas de media-larga estancia y psiquiatría de agudos de este territorio y mantiene la coordinación asistencial con la Atención Primaria. Atiende cerca de 40.000 ingresos y 16.500 estancias anuales. Es el único centro asistencial de Álava que dispone de Maternidad y cada año nacen en Txagorritxu cerca de 3.000 bebés. Es la suma de los antiguos hospitales Txagorritxu y Santiago Apóstol y se ha convertido en el tercer hospital público vasco. Suma 800 camas (485 en la sede Txagorritxu y 315 en Santiago), entre las que se cuentan 32 de críticos, 36 pediátricas y 44 tocoginecológicas. Además de su carácter asistencial, dirigido especialmente al tratamiento de patologías agudas, realiza importantes funciones de docencia, formación e investigación. Cuenta con casi todas las especialidades médicas, quirúrgicas y servicios generales. Posee acreditación de hospital universitario.
En 2013 se inauguró el nuevo edificio de Consultas Externas, transferidas desde el cercano Hospital de Txagorritxu.